# Das andere Russland (Partei)

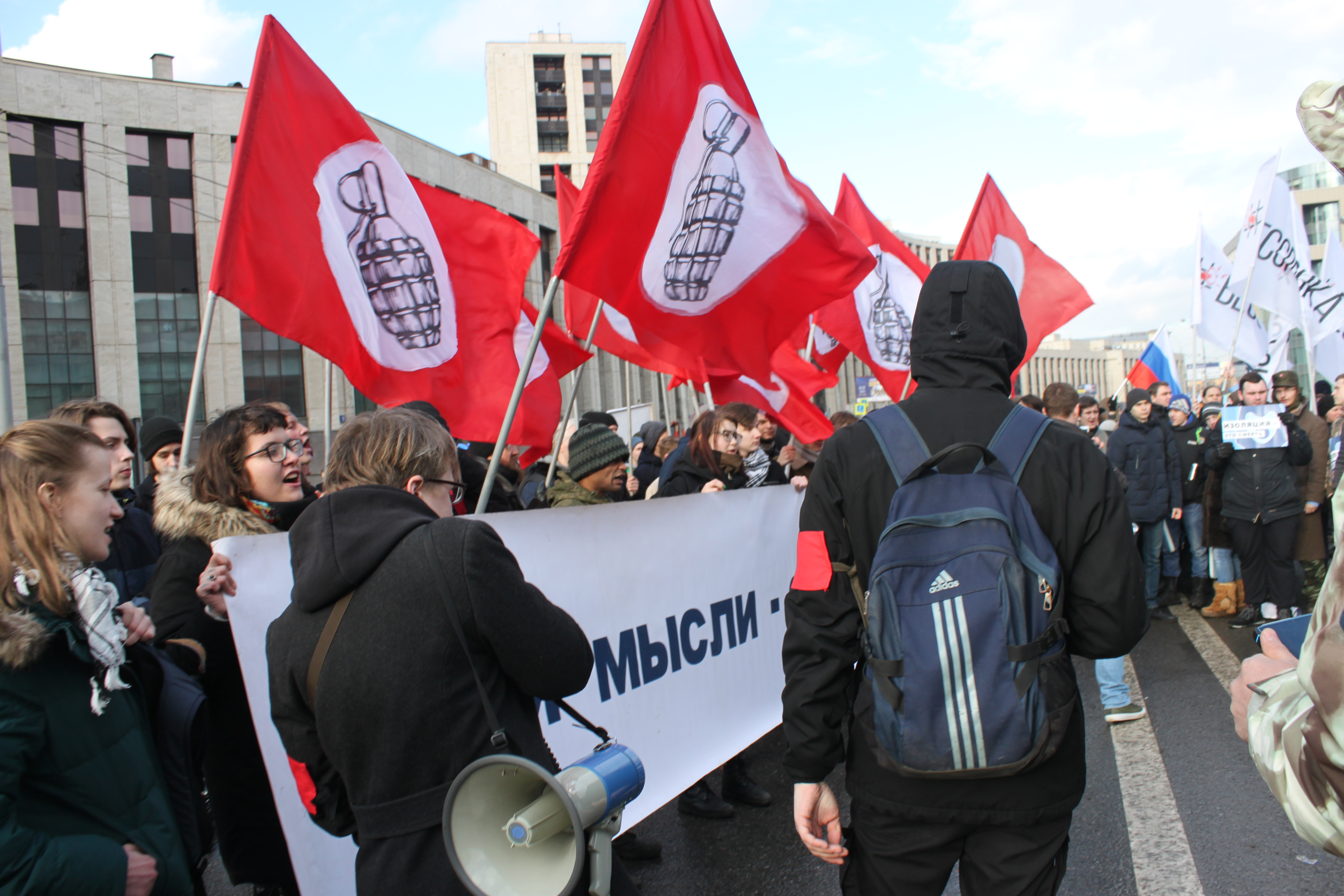
Kundgebung gegen die Isolierung von Runet (2019)

Das andere Russland oder Anderes Russland (russisch Другая Россия, Transkription Drugaja Rossija; nicht zu verwechseln mit dem Parteienbündnis Das andere Russland) ist eine nicht registrierte russische Partei. Sie wurde am 10. Juli 2010 von Mitgliedern der verbotenen Nationalbolschewistischen Partei gegründet und gilt als deren Nachfolgeorganisation. Eine offizielle Registrierungs-Anfrage des Anderen Russlands wurde am 21. Januar 2011 vom russischen Justizministerium abgelehnt.

## Geschichte
Am 29. Juni 2010 kündigte Eduard Limonow an, dass am 10. Juli desselben Jahres der Gründungskongress seiner neuen Partei Anderes Russland stattfinden werde. Diese sei auf Grundlage des gleichnamigen Bündnisses und „mit dem Ziel der Teilnahme an den kommenden Parlamentswahlen“ entstanden.
Am 10. Juli 2010 fand der Gründungskongress der Partei im Hotel Ismailowo in Moskau statt. An diesem nahmen 150 Delegierte aus 50 Regionen teil. Der Gesellschaftsvertrag und das Parteiprogramm wurden quasi einstimmig beschlossen. Zum Vorsitzenden der Partei wurde Eduard Limonow gewählt. Am Eingang des Hotels versammelten sich einige Aktivisten der regierungstreuen Jugendorganisation Naschi, die Plakate mit der Aufschrift „Gründungskongress einer faschistischen Partei“ in den Händen hielten.
Am 20. Dezember 2010 stellten Alexander Awerin und Eduard Limonow einen Registrierungsantrag an das Justizministerium der Russischen Föderation. Nach etwa einem Monat wurde dieser mit der Begründung abgelehnt, dass der Gesellschaftsvertrag von Das andere Russland nicht mit dem föderalen Gesetz „Über politische Parteien“ übereinstimme. Eduard Limonow entgegnete daraufhin, dass der Gesellschaftsvertrag seiner Partei mit dem der registrierten Kommunistischen Partei der Russischen Föderation identisch und die Nummer auf dem Ablehnungsbescheid gefälscht sei. Das andere Russland bezeichnete die Ablehnung als „zutiefst politisch motiviert“ und gab bekannt, dass sie gegen die Entscheidung klagen wolle. Würde die Partei nicht registriert, würde man „trotzdem versuchen, an den Parlamentswahlen teilzunehmen“. Dies gelang allerdings nicht.
Die Partei unterstützte die gegen den Euromaidan agierenden Kräfte im Osten der Ukraine. Im März 2020 starb Parteigründer Limonow.